# انکار هولوکاست در ایران
انکار هولوکاست در ایران شامل تلاش‌ها در جهت انکار هولوکاست در این کشور می‌شود.

## تاریخچه
تا اوایل دهه هفتاد، در ایران، هولوکاست، یک رویداد حقیقی به‌شمار می‌رفت و فیلم‌ها و سریال‌های غربی که در تأیید هولوکاست ساخته شده بودند، بدون هیچ توضیحی در شبکه‌های رسمی تلویزیون پخش می‌شد. حتی در سال ۷۲ دفتر نمایندگی جمهوری اسلامی ایران در سازمان ملل متحد، در بیانیه‌ای، کشتار فرقه داویدیان در آمریکا را به کشتار دسته جمعی یهودیان توسط آلمان نازی تشبیه کرد.
در مهر ماه سال ۱۳۷۵ سعید امامی معاون امنیتی وقت وزارت اطلاعات ایران و از عاملان قتل‌های زنجیره‌ای ایران، در دانشگاه همدان اعلام کرد که به کتاب‌هایی تاریخی، دست یافته‌است که نشان می‌دهد رقم واقعی کشته‌شدگان در هولوکاست ۲۵۰٬۰۰۰ نفر بوده‌است و رقم ۶٬۰۰۰٬۰۰۰ یهودی کشته شده در هولوکاست، «جفنگ» است.

## دیدگاه خامنه‌ای
سید علی خامنه‌ای چند بار از عبارت «افسانهٔ هولوکاست» استفاده کرده‌است. مثلاً در سال ۱۳۹۳ می‌گوید: «شما ببینید در کشورهای اروپایی کسی جرئت نمی‌کند راجع به هولوکاست حرف بزند که معلوم نیست اصل این قضیّه واقعیّت دارد یا ندارد، یا اگر واقعیّت دارد، به چه شکلی بوده؛ اظهار نظر دربارهٔ هولوکاست، تردید دربارهٔ هولوکاست، یکی از بزرگ‌ترین گناهان محسوب می‌شود، جلویش را می‌گیرند، طرف را می‌گیرند، زندانی می‌کنند، تعقیب قضائی می‌کنند؛ مدّعی آزادی هم هستند.»
یا در جای دیگری در سال ۱۳۹۰ می‌گوید: «غربی‌ها جور دیگری عمل می‌کنند. البته هم ما چهارچوب‌هایی داریم، هم آن‌ها؛ آن‌ها چهارچوب‌هاشان ظالمانه است. در یک کشوری کسی به افسانهٔ هولوکاست اعتراض می‌کند، می‌گوید من قبول ندارم؛ او را زندان می‌اندازند، محکومش می‌کنند که چرا یک حادثهٔ پنداریِ تاریخی را انکار می‌کنی! حالا گیرم پنداری هم نباشد - واقعی باشد - خیلی خوب، انکار یک حادثهٔ واقعیِ تاریخی مگر جرم است؟ اگر برای کسی روشن نشد، ثابت نشد و او انکار کرد یا حتّی در آن تردید کرد، او را بیندازند زندان! الان در کشورهای مدعی تمدن در اروپا قضیه این است: اگر کسی اعتراض کند، تردید کند، قبول نداشته باشد، دادگاه‌ها محکومش می‌کنند؛ آن وقت به پیغمبر اعظم، به این انسان برجستهٔ همهٔ تاریخ، صریحاً اهانت می‌کنند، مقدسات یک میلیارد و نیم مسلمان را مورد توهین قرار می‌دهند، کسی حق ندارد به این اعتراض کند که چرا شما این کار را کردید!»
البته خامنه‌ای منکر جنایات هیتلر نشده است. مثلا در سخنرانی در سال ۱۳۸۴ می‌گوید:«ممکن است کوره های آدم سوزی یی که یهودی ها ادعا می کنند، دروغ باشد؛ اما جنایات هیتلر دروغ نیست.»
خامنه‌ای در دسامبر ۲۰۱۹ در پیامی توئیتری از روژه گارودی، نویسنده فرانسوی منکر هولوکاست، حمایت کرد. مایک پمپئو وزیر خارجه آمریکا در واکنش به این حمایت در توئیتر نوشت: «هر انسانی که ذره‌ای معرفت داشته باشد، حتی از تصور انکار نسل‌کشی شش میلیون یهودی و کشتار ۱۱ میلیون انسان بیگناه در جریان هولوکاست آزرده می‌شود؛ ولی برای خامنه‌ای، مانند یک روز دیگر در تخت سلطنتش، امری عادی است.»

### واکنش‌ها به خامنه‌ای
- در وبسایت رسمی علی خامنه‌ای، به مناسبت «روز قدس»، پوستری منتشر شد که در آن، عبارت «راه حل نهایی (final solution)» به کار رفته بود که در ادبیات آلمان نازی، به کشتار یهودیان، اشاره می‌کند که همین مسئله، باعث شد که بنیامین نتانیاهو، نخست‌وزیر اسرائیل در اعتراض به وی بگوید: «او [خامنه‌ای] باید بداند که هر حکومتی که اسرائیل را تهدید به نابودی کند، خودش را در خطر نابودی خواهد یافت».[۱۰]
- مجلس سنای ایالات متحده آمریکا در اعتراض به مدیر عامل توئیتر، خواهان حذف توئیت علی خامنه ای شده بودند که در آن، به انکار هولوکاست و حذف اسرائیل پرداخته بود.[۱۱]
- مایک پومپئو (ویزر امور خارجه دولت دونالد ترامپ): «هر انسانی که از انصاف و اصول، اندکی بهره برده باشد، فکر انکار کشتار ۶ میلیون یهودی و ۱۱ میلیون مردم بی‌گناه در جریان هولوکاست را منزجرکننده می‌بیند؛ اما این برای خامنه‌ای، یک امر معمول است».[۱۲][۱۳]

همچنین در جایی دیگر گفت: 
«ایالات متحده، اظهارات منزجرکننده و یهودی‌ستیزانهٔ خامنه‌ای را محکوم می‌کند؛ این اظهارات، جایی در توییتر یا سایر شبکه‌های اجتماعی ندارد. ما می‌دانیم که ادبیات سخیف (لفاظی‌های خبیثانه) خامنه‌ای، بازتاب سنت رواداری مردم ایران نیست».

## دیدگاه مکارم شیرازی
ناصر مکارم شیرازی، یکی از مراجع تقلید، از کشتار یهودیان توسط رژیم نازی در جریان جنگ دوم جهانی، به عنوان خرافه، یاد کرده‌است. در تفسیر نمونه که زیر نظر وی نوشته شده، ذیل سورۀ بروج پس از ذکر ماجرای ذونواس (که در دوران ظهور مسیحیت، یهودی شده بود) و کشتار مسیحیان نجران به دست او این توضیح آمده:
این کوره‌هاى آدم‌سوزى که به دست یهود به وجود آمد، احتمالاً نخستین کوره‌هاى آدم‌سوزى در طول تاریخ بود، ولى عجب این که این بدعتِ قساوت بارِ ضد انسانى، سرانجام دامان خود یهود را گرفت، و چنان که مى دانیم، گروه زیادى از آنها در ماجراى «آلمان هیتلرى» در کوره‌هاى آدم سوزى به آتش کشیده شدند، و مصداق «عذاب الحریق» این جهان نیز درباره آنها تحقق یافت.
او به آمار اعلام شده و ممنوعیت تحقیق روی هولوکاست ایراد می‌گیرد:
شك نداريم كه هيتلر انسانی ظالم، آدم‌كش و با يهوديان بسيار بد بود و جناياتی را در حقّ آن‌ها انجام داد؛ امّا اينكه آيا شش میليون از يهوديان را كشته است يا نه، يک مسألۀ تاريخی است و چه اشكالی دارد برای روشن شدن اين ماجرا محقّقان و مورّخان بنشينند و يک بحث تاريخی كنند؟

## دیدگاه احمدی‌نژاد
من به شدت با تلاش‌های زشت و زننده برای انکار حقایق تاریخی مانند هولوکاست، مخالفم». 
بان کی‌مون، دبیرکل سازمان ملل متحد در نشست جنبش غیرمتعهدها در تهران.

محمود احمدی‌نژاد در سال ۲۰۰۵ و در جمع مردم زاهدان هولوکاست را یک افسانه خواند. او در سال ۲۰۰۹ و در کنفرانس دوربان ۲ از به کاربردن واژه‌هایی همچون «مشکوک» و «مبهم» برای اشاره به هولوکاست که در متن سخنرانی ارائه شده توسط ایران به سازمان ملل وجود داشت، خودداری کرد و به جای آن از عبارت «سوءاستفاده از هولوکاست» استفاده کرد. او از دولتهای غربی چند سؤال پرسید که این سوالات به بهانه اهانت‌آمیز بودن بی پاسخ ماند.
1. چرا اجازه تحقیق درباب هولوکاست داده نمی‌شود؟[۲۹] چرا اجازه داده نمی‌شود تا یک گروه متخصص حقیقت‌یاب مسئله را بررسی و نتیجه را به جهانیان اعلام نماید؟[۳۰]
2. چرا از سایر قربانیان جنگ دوم جهانی (حدود ۶۰ میلیون نفر) سخنی گفته نمی‌شود؟[۳۱]
3. چرا به بهانه هلوکاست باید یک رژیمی در سرزمین فلسطین تشکیل بشود؟[۳۲] چرا اروپائیان از خودشان سرزمینی به اسرائیل نمی‌دهند؟[۳۳] اگر اروپائیان یهودیان را کشته‌اند، چرا تاوانش را فلسطینیان پس می‌دهند؟[۳۴]

احمدی‌نژاد در سال ۱۳۹۲ در آخرین سخنرانی روز قدس خود در مقام رئیس‌جمهور بار دیگر از طرح شعار نفی هولوکاست دفاع کرد. رئیس‌جمهور که با کاپشن همیشگی اش به نماز جمعه تهران آمده بود، با بیان اینکه «چرا آنقدر حساسیت وجود دارد و اجازه نمی‌دهند که در این راستا تحقیقات آزاد انجام شود؟»، گفت: آن‌ها که مدعی آزاداندیشی هستند وقتی به کشورهای دیگر می‌رسند معتقدند که باید اجازه داده شود تا تمام اندیشه‌های منحط هم ترویج شود اما وقتی به خودشان می‌رسد چه شلوغ می‌کنند.

## دیدگاه روحانی
حسن روحانی در نخستین سفرش به نیویورک به عنوان رئیس‌جمهور ایران در گفتگو با شبکه تلویزیونی پی.بی. گفت: ما جنایت نازی‌ها را در جنگ جهانی دوم محکوم می‌کنیم. یهودی‌ها، مسیحی‌ها، مسلمانان و دیگران هم کشته شدند. ما اساساً جنایت و کشتار را نسبت به هرکس و هر گروه محکوم می‌کنیم. چرا هولوکاست را انکار بکنیم؟ ما جنایت نازی‌ها را انکار نمی‌کنیم بلکه محکوم می‌کنیم. اما می‌گوییم اگر جنایتی توسط نازی‌ها رخ داده دلیلی نمی‌شود که گروهی ۶۰ سال یک ملتی را آواره بکنند.

## دیدگاه ظریف
همچنین محمدجواد ظریف، وزیر امور خارجه ایران، در شبکه اجتماعی توئیتر در گفتگو با کریستی پلوسی دختر نانسی پلوسی توئیت کرد: ایران هرگز هولوکاست را انکار نکرده‌است، مردی که آن را انکار می‌کرد، رفته‌است. چندی بعد ظریف در گفتگو با شبکه تلویزیونی فونیکس هولوکاست را یک جنایت خواند و تصریح کرد: چنین جنایتی هرگز نباید در تاریخ تکرار شود، ولی این جنایت توجیه‌کننده نقض حقوق فلسطینی‌ها نیست.
وی همچنین منکر ارتباط برگزارای مسابقهٔ کشوری «کاریکاتور هولوکاست» در ایران به نظام جمهوری اسلامی ایران شد؛ در حالی که مسئول موزهٔ هولوکاست آمریکا این ادعا را رد کرده و گفت که دولت ایران، پشتیبان مسابقهٔ کاریکاتور هولوکاست است.

## کنفرانس هولوکاست تهران
در پی طرح این سوالات، در سال ۱۳۸۶ کنفرانس هولوکاست تهران با شرکت ۶۷ پژوهشگر از کشورهای مختلف در تهران برگزار شد.
- برپایی اولین مسابقه کاریکاتور و نقاشی هولوکاست در تهران.

محمدحسین صفار هرندی، وزیر ارشاد جمهوری اسلامی ایران روز چهارشنبه (۱ نوامبر ۲۰۰۵) جایزهٔ نخست را به یک نمایندهٔ عبدالله زرقاوی، طراح و گرافیست مراکشی اعطا کرد. جایزهٔ دوم به یک فرانسوی تعلق گرفت که نامش فاش نشد و به یک برزیلی. این مسابقه از سوی یک روزنامهٔ ایرانی در واکنش به کاریکاتورهای پیامبر اسلامی اعلام شده بود.
- برپایی دومین مسابقه کاریکاتور و نقاشی هولوکاست در تهران.

به گزارش خبرنگار مهر، نشست خبری دومین مسابقه کاریکاتور هولوکاست صبح روز ۴ بهمن ۱۳۹۳ با حضور سید مسعود شجاعی طباطبایی مدیر خانه کاریکاتور ایران و محمدرضا زائری مدیر عامل مجموعه فرهنگی سرچشمه در این مجموعه برگزار شد.